# Rasmus Henning
Rasmus Henning (Copenaghen, 13 novembre 1975) è un triatleta danese.

## Carriera
Ha vinto i campionati europei di triathlon di Valencia nel 2004.

## Titoli
- Campione europeo di triathlon (Élite) - 2004
- Campione europeo di triathlon long distance (Élite) - 2009